# San Vito (Coto Brus)
San Vito, denominada originalmente San Vito de Java, es el primer distrito y ciudad cabecera del cantón de Coto Brus, en la provincia de Puntarenas, Costa Rica.

## Toponimia
Contrario a una creencia popular, el origen del nombre no se atribuye a Vito Sansonetti, uno de los primeros terratenientes en la zona, sino que fue en honor al santo italiano fundador de pueblos Vito de Lucania, casualmente de su mismo nombre. El término "Java", según la leyenda, se debe a que en cierta ocasión los migrantes encontraron a un indígena panameño en el riachuelo que pasa por San Vito con una "jaba" (embalaje consistente en un cajón de madera) en la espalda. El mismo río después adoptaría dicho nombre, hasta la fecha. Ninguna otra población en el país ha estado tan influenciada por el aporte de la cultura italiana, aunque con el transcurrir de los años, fue ampliamente modificada por el aporte de otros grupos étnicos: criollos, indios guaymíes, asiáticos, etc.[cita requerida]

## Historia
San Vito de Java respondió a un proceso de colonización agrícola extranjera planificada, en la cual el estado costarricense organizó un proceso de creación de colonias agrícolas. Su propósito era doble: en primer lugar se buscaba poblar al país con inmigrantes (en este caso italianos en su gran mayoría) y en segundo lugar, se pretendía asentar esta población en sitios periféricos del país. En el caso de San Vito, se fundó gracias a la colonización de personas provenientes de Europa, específicamente Italia.
En 1952 (en plena crisis socioeconómica de la posguerra en Europa) un grupo de pioneros italianos de cuarenta diferentes lugares, desde Trieste hasta Tarento, con un puñado de Istria y Dalmacia, fue enérgicamente dirigido por los hermanos Vito Giulio Cesare y Ugo Sansonetti. Esta inmigración italiana constituye un ejemplo típico de la colonización agrícola dirigida, la cual se asemeja en muchos aspectos al ocurrido en otros lugares de Latinoamérica. Los inmigrantes europeos vinieron con la ayuda del Comité Intergubernamental para las Migraciones Europeas (CIME).
Vito Sansoneti (1916-1999†) marino de profesión, fue el fundador de la compañía colonizadora a la que denominó Sociedad Italiana de Colonización Agrícola (SICA), y estuvo a cargo de las negociaciones con las autoridades costarricenses, representadas por el Instituto de Tierras y Colonización (ITCO). Su hermano el abogado Ugo Sansonetti, vivió en San Vito desempeñándose como dirigente y agente de la compañía en la región.
El sector hasta entonces era conocido sólo como Coto Brus, toponimia de origen indígena. Para esa época, el país estaba muy interesado en expandir nuevas fronteras agrícolas para desarrollar y diversificar la economía, así como para incentivar la inversión extranjera con créditos bancarios blandos y cesión de tierras.
La SICA, contó con un capital inicial de $800 000 que posteriormente se entregó mediante la venta de acciones y diferentes préstamos de origen italiano, costarricense y norteamericano. El gobierno de Costa Rica ante la iniciativa de la SICA, ofreció 10 000 hectáreas de terreno, y en 1951 fue firmado el contrato. La SICA, en esta oportunidad se comprometió a instalar 250 familias de las cuales 20 % serían costarricenses. El periodo de 1952 a 1964 se caracterizó por el asentamiento y consolidación de la colonia. Cada familia de colonos recibió una extensión de 20 hectáreas para explotarla agrícolamente.
Los colonos debieron enfrentar una gran cantidad de problemas, principalmente debidos al marcado aislamiento geográfico de la región. Sin embargo, de 1964 en adelante la producción de café hizo que el panorama comenzara a cambiar favorablemente. El contrato suscrito en 1951 entre el gobierno de Costa Rica y la SICA fue un motor que estimuló la llegada de los colonos italianos, lo mismo que de costarricenses provenientes de varias regiones del país atraídos por las posibilidades económicas que ofrecía la zona.
En la década de 1960-69, el programa de colonización mostraba sus frutos. Los pobladores de la colonia contaban con viviendas apropiadas, los cafetos habían alcanzado un buen nivel de producción, y existían otros cultivos, principalmente de productos de subsistencia. También tenían un centro urbano que prestaba servicios públicos y atención social. Propiamente en San Vito, foco inicial de colonización, la población pasó de 45 habitantes en 1952 a 10 710 en 1982, lo que se traduce en una tasa de crecimiento anual de 710 %, en tanto que para el cantón de Coto Brus fue de 91 % para esos mismos años, pasando el número de habitantes de 1000 a 28 346.
La SICA (en el terreno de 10 000 ha) empezó la construcción de una serie de edificios como el hospital, la escuela, el aserradero, industrias, comercios entre otros, mientras que el gobierno costarricense se comprometió a construir una carretera entre San Vito y Golfito. El proyecto agropecuario fue un gran éxito, y hoy en día el antiguo bosque de la zona de San Vito de Jaba fue asentado con la integración entre los antiguos pioneros italianos y los nativos de Costa Rica.
El distrito de San Vito fue creado el 10 de diciembre de 1965 por medio de Ley 3598.

## Ubicación
Se ubica cercano a la frontera con Panamá. Se ubica a una distancia de alrededor de 271 km al sureste de San José, capital de la República y a 33 km al norte de Ciudad Neily.

## Geografía
San Vito cuenta con un área de 74,59 km² y una altitud media de 1009 m s. n. m.
Está asentado en una altiplanicie de topografía muy irregular, en las estribaciones de la cordillera de Talamanca. El río Java, de curso angosto y torrencial, trascurre de noroeste al sureste en las afueras de la población.
En un sentido geomorfológico, San Vito está ubicado sobre el Valle de Coto Brus, que corresponde a una depresión provocada por la actividad tectónica que se extiende desde San Isidro hasta Panamá. Como tal, es un valle convergente, es decir que tanto el Valle de Coto Brus y el río que la recorre (Coto Brus) se unen al Valle del General formando la llanura del río Térraba. El distrito presenta estribaciones montañosas conformadas por pequeños valles y altiplanicies de superficie irregular, por lo que sus ríos discurren de una forma rectilínea y torrencial.

## Clima
En cuanto a la climatología, está influenciado por las características propias del clima Pacífico sur. Como tal, es una zona muy húmeda, con 3050 mm de precipitación anual y 253 días promedio de lluvia al año. Asimismo, su temperatura promedio es de 23 grados centígrados, con una estación seca de tres meses, por lo común desde diciembre hasta marzo. San Vito se ve influenciada por la entrada de humedad proveniente del Pacífico que ingresa tanto por el Valle del Térraba como por el Valle del río Coto Brus. El clima varía desde el templado al frío seco, lo cual ayuda a mantener los terrenos cubiertos de verde durante todo el año y a un satisfactorio desarrollo agrícola, en el que se destaca el cultivo del café. La proximidad de la cordillera de Talamanca contribuye a que el clima sea húmedo y fresco todo el año.

## Flora y fauna
Respecto a la vegetación, domina el tipo conocido como Bosque húmedo siempreverde de baja altitud, que tiene una relación importante con sitios de mucha humedad, temperaturas entre los 23 a 38 °C, así como una altitud de los 0 a los 1000 m s. n. m. Se presentan especies como el cedro amargo, gavilán, espavel, almendro, kativo, entre otros.

## Demografía
Para el año 2022, San Vito cuenta con una población estimada de 12 734 habitantes, y para el último censo efectuado, en 2011, San Vito contaba con una población de 14 834 habitantes.
Hay una emigración desde el distrito motivado por una población emigrante hacia otras zonas más desarrolladas del país o el exterior, y a una reducida tasa de natalidad. Por otro lado, muchos pobladores son ocasionales y habitan la zona de acuerdo a las necesidades de recolectar ciertos cultivos, en particular el café. Este cifra corresponde al 49 % de la población residente en el cantón de Coto Brus. De ellos, el 51 % corresponden a hombres y 49 % a mujeres.
La composición demográfica de San Vito indica que el 56 % de la población es menor de 15 años, lo que convierte a esta ciudad en una muy joven. Solamente el 5 % de la población residente en San Vito tiene una edad mayor a 65 años. La población en edad productiva corresponde a un 39 % del total. La ciudad cabecera de San Vito cuenta unos 5000 habitantes, de los cuales casi 3000 son descendientes de los primeros colonos italianos llegados en los años cincuenta. Algunos de estos inmigrantes todavía hablan el italiano, que es estudiado obligatoriamente en el local Colegio Italo-costarricense.

## Localidades
- Barrios: Canadá, María Auxiliadora, Tres Ríos.
- Poblados: Aguas Claras, Bajo Reyes, Bajo Venado, Barrantes, Ceibo, Cruces, Cuenca de Oro, Danto, Fila Guinea, Isla, Lindavista, Lourdes, Maravilla, Piedra Pintada, San Joaquín, Santa Clara, Torre Alta.

### Nivel educativo
La población de San Vito presenta el siguiente nivel educativo; el 7 % de la población no tiene algún tipo de estudio concluido, el 24,8 % han concluido únicamente primaria, mientras que el 9 % han logrado concluir sus estudios de secundaria satisfactoriamente. La preparación universitaria la ha logrado el 6,6 % de la población.
En San Vito es impartido el idioma italiano en instituciones públicas del Ministerio de Educación, como el Liceo Ítalo-Costarricense y en 11 escuelas de primaria de la comunidad, además se llegaron a realizar en este idioma pruebas nacionales de bachillerato.

## Economía
Coto Brus, en general, es una de las zonas con menores índices de desarrollo humano del país. La economía es fundamentalmente agropecuaria. Los principales cultivos son: café, caña de azúcar, maíz, plátanos y frijoles. También se ha desarrollado la ganadería, aunque en menor escala. La industria es pequeña y de subsistencia, relacionadas al sector agropecuario y a elaborar materia prima para artesanías de consumo local.

### Turismo
El turismo aún es incipiente en la zona debido al poco interés de la empresa privada, así como la gubernamental. A pesar del buen estado actual de las redes viales de acceso a la zona, no cuenta con una infraestructura capaz de cubrir las necesidades turísticas. Sin embargo, se pueden destacar:
- El Centro Cultural Dante Alighieri (frente al parque) ofrece información histórica sobre la inmigración italiana. Detrás del centro está un jeep que fue alcanzado por una bomba en Italia durante la Segunda Guerra Mundial.
- El Jardín Botánico Wilson y Estación Biológica Las Cruces, con más de 1000 especies de plantas de Costa Rica. Se compone de 475 000 hectáreas de bosque tropical de altura.
- Parque Internacional La Amistad, a 60 km al norte de San Vito.
- Reserva Forestal Las Tablas. Abarca una extensión de 19 602 ha, con una topografía quebrada y una gran variedad climática.

## Transporte

### Carreteras
Al distrito lo atraviesan las siguientes rutas nacionales de carretera:
- Ruta nacional 237
- Ruta nacional 612
- Ruta nacional 613